# Oktiabrski (Krasnoarméiskaya, Krasnodar)
Oktiabrski (del ruso: Октябрьский) es un posiólok del raión de Krasnoarméiskaya del krai de Krasnodar, en Rusia. Está situado en el delta del Kubán, 16 km al sudeste de Poltávskaya y 61 km al noroeste de Krasnodar.Tenía 2 594 habitantes en 2010
Es cabeza del municipio Oktiábrskoye, al que pertenecen asimismo Druzhni, Zariá, Kolos, Krasnodarski, Krasnopolianski, Krasni Les, Mirni, Moldavanski, Pervomaiski, Podlesni, Poltavski, Risoopytni y Vodni. El municipio contaba 9 929 habitantes y 239.12 km².

## Servicios sociales e infraestructura
Cabe destacar en la localidad la instalación hípica, en la que se celebran campeonatos a nivel de Rusia, con la escuela olímpica de hípica Alekséi Maistrenko. Cuenta también con una Escuela de Deportes para la Infancia y la Juventud.
En el municipio hay un hospital, un ambulatorio, once puntos de enfermería, un centro médico con tratamiento con plantas y sales medicinales y un centro de reflexoterapia. En cuanto a la educación existen tres escuelas, ocho jardines de infancia, seis Casas de Cultura, cinco bibliotecas, una galería de exposición, un museo, una escuela de artes y una escuela de música.

## Personalidades
En la población se halla enterrado Iván Tuftov (1912-1974), Héroe de la Unión Soviética.